# Murányalja
Murányalja (szlovákul Muráň, korábban Podmuráň, németül Unter-Muran) község Szlovákiában, a Besztercebányai kerület Nagyrőcei járásában.

## Fekvése
Nagyrőcétől 8 km-re, északkeletre fekszik.

## Nevének eredete
A falu nevét a felette emelkedő várról kapta, a szláv muráň kőből épültet jelent.

## Története
Várát IV. Béla építtette a 13. század második felében, amit 1271-ben említenek először. 1321-ben romos állapotú, majd újjáépül. A 15. század közepén Jiskra János serege foglalta el, majd Mátyás foglalta vissza. 1548-ban urától, Basó Mátyástól foglalta el Salm császári serege, mivel az rablóvárként használta. 1644-ben Wesselényi Ferenc úgy foglalta el, hogy úrnője, Széchy Mária a kezére játszotta. 1666. augusztus 23-án itt határozták el Wesselényi Ferenc vezetésével a köznemesség vezérei, hogy a Habsburgok ellen szövetségre lépnek. Thököly serege 1678-ban és 1683-ban is elfoglalta. 1702-ben hatalmas tűzvész pusztította el, de újra helyreállították. 1703-ban parancsnoka átadta a kurucoknak. A szabadságharc leverése után, 1720-ban Koháry István nyert rá adományt. 1760 után szerepe már nem volt, a várat sorsára hagyták, azóta pusztul. 1782-ben régiségbúvárok feltárták a Széchyek itteni sírboltját, ahol megtalálták Széchy Györgyné (1625), Homonnai Drugeth Mária és Wesselényi Ferenc (1667) koporsóit.
A község 1321-ben a vár szolgálófalujaként keletkezett. 1427-ben „Moranalya”, 1435-ben „Mwran” néven említik. 1427-ben 24 adózó portája volt, 1438 előtt vámszedőhely állt itt. A 16. században vasat bányásztak és dolgoztak fel területén. Emellett zsindelykészítéssel, állattartással, lótenyésztéssel foglalkoztak. 1558-ban 11 adózó családja volt. 1574-ben a török égette fel a falut, 1610-ben Bocskai hajdúi dúlták fel. Az 1709-ben és 1710-ben dúló pestis 446 áldozatot követelt. 1773-ban 35 jobbágy és 33 zsellérportája volt.
A 18. század végén Vályi András így ír róla: „MURÁNYALLYA. Unter Murán. Podmuráni. Tót mező Város Gömör Várm. földes Ura G. Koháry Uraság, lakosai katolikusok, és evangelikusok, fekszik Petnekhez, ’s Dopsinához is két mértföldnyire, Murány Hoszszú Rétnek szomszédságában, és annak filiája, lakosai deszkákat, és zsendelyeket készítenek, ’s vasat hordanak, papiros malma nevezetesíti; földgyeinek nagyobb része sovány, kősziklás, legelője nem épen elég, fája van, piatzozása 3 mértföldnyire, a’ vas hámorokban is van módgyok a’ keresetre.”
1823-tól fűrésztelep, kerámiagyár működött a területén. 1828-ban 140 házában 1213 lakos élt. 1849. február 26-án határában, a Murány és Tiszolc közötti csatában győzte le a magyar honvédsereg a felkelő szlovákokat.
A 19. század közepén Fényes Elek leírásában: „Murányalja Pod-murani, tót falu, Gömör és Kis-Honth egyesült vmegyében. A murányi várhegy déli tövében, Rosnyóhoz nyugotra 4 1/2 mfnyire: 1213 kath. lak és paroch. templommal. Határa merő hegy és kőszikla; a völgyek keskenyek; szántóföldei zabot, burgonyát s kevés rozsot teremnek; juhot sokat tartanak, de rétjeik hegyeken levén, a széna takaritás terhes; az uraság erdejéből fákat vásárolnak, s ezekből különféle faeszközöket készitnek; papirosmalma van. F. u. herczeg Coburg, s feje egyik nagy uradalmának. A helység felett északra egy meredek kősziklás hegy tetején fekszik a régi, most omladékokban heverő murányi vár. Kőfalai kemény szirteken állottak, kapuja csak egy volt, t. i. nyugot-dél felé, s az idevaló feljárás is keskeny meredek uton történhetett meg; udvara olly tágas volt, hogy több csapat katonaságot befogadhatott. Első épitője bizonyosan nem tudatik, de régi birtokosa hihetően az Ilsvay nemzetség vala. A 15-ik században a hussiták itt magukat erősen megfészkelték, s csak Zápolya István vette el tőlök Corvin Mátyás uralkodása alatt. Későbben mind a vár, mind a hozzá tartozó uradalom a Tornaaljaiak kezébe jöve. Tornaaljai Jakab gyámatyja pedig Basó Mátyás magának foglalta el, s innen öldökléseivel, rablásaival sokáig egész felső Magyarországot nyomorgatta; miglen 1548-ban ellene országgyülésén panasz tétetvén, hazaárulónak nyilvánittatott, s Salm Miklós Murányvárát csakugyan ostrommal bevevé. Ezután császári tisztek igazgatták a várat és uradalmat. 1594 után gr. Rotthal német gr. vette meg, melly vétel olly nehezen esett az 1608-ban összegyült rendeknek, hogy ő felségét megkérték a visszavételre. 1620-ban a beszterczebányai országgyülésen Bethlen Gábor mind a murányi, mind a lipcsei várat és uradalmat Szécsi Györgynek adta, megerősitvén az adományt II. Ferdinand is. György özvegyétől Homonnai Druget Máriától, ki állhatatosan a császár ellensége maradt, Veselénnyi Ferencz vette el, némellyek szerint vele alattomosan egybekelvén. Azonban Veselényi inkább a maga mint a Császár javára kormányozá Murányt, melly miatt a Szécsiek az 1647-ki országgyülésen panaszt adtak be ellene, se sikeretlenűl. Később Veselényi maga elpártolt királyától s azon összeesküvést, mellyet Lippay György esztergomi érsekkel s más főurakkal együtt Trencsénben kezdtek, itt végezték be; melly kitudatván, császári seregek vették körül Murány várát, s Veselényi maga előbb hirtelen meghalván, özvegye a várat csakugyan feladá, 1683 kevés ideig Tököly foglalta el. II Rákóczy Ferencz zenebonája alatt Bercsényi Miklós birtokába jutott, s a magyar korona is sokáig itt tartatott. Lecsendesedvén a Rákóczy háború, 1720-ban a király gr. Koháry Istvánnak adá el, s mindez ideig a hozzá tartozó uradalommal együtt leány ágon levő utódja, herczeg Coburg birja.”
Borovszky Samu monográfiasorozatának Gömör-Kishont vármegyét tárgyaló része szerint: „Murány, murányvölgyi tót kisközség, körjegyzőségi székhely, 184 házzal és 1187 róm. kath. vallású lakossal. 1271-ben már szerepel Murány vára, Castrum Mwran néven. Építését némelyek a Bebek, mások az Ilsvay családnak tulajdonítják. Hosszú ideig a husziták kezében volt, a kik megerősítették, mígnem Mátyás király a cseheket a várból kiűzte és a várat Szapolyai Istvánnak adta. 1469-ben ismét a Bebek család kezén van, a XVI. században már a Tornallyay családé. A mohácsi vész után Basó Mátyás rablófészke volt. A király Salm Miklóst és Bebek Ferenczet küldte ki megfenyítésére, a kik a várat heves küzdelem után bevették. 1605-ben a vár és a várbirtok a Rottal grófok kezére jutott. Rottal János Jakabnak bethlenfalvi Thurzó Mária lett a neje s az ő kezén volt később a vár, de 1609-ben már a Széchi család az ura és Széchi Mária révén Bethlen István. Ennek halála után Széchi Mária rozsályi Kún Istvánnak neje lett, de ettől elvált. Azután Wesselényi Ferencz lett a férje. 1646-ban a vár és a vár birtokai már Wesselényi Ferencz kezén vannak. Wesselényi halála után Károly lotharingiai herczeg kényszerítette Széchi Máriát a vár feladására. Thököly Imre két izben ostromolta meg a várat és foglalta el, ú. m. 1678-ban és 1683-ban. 1702-ben tűzvész hamvasztotta el mindazt, a mi a várban eléghető volt. A Rákóczy-féle mozgalmak alatt br. Limprecht császári várparancsnok Rákóczyhoz pártolt és a várat átadta. II. Rákóczy Ferencz a várat az uradalommal gr. Bercsényi Miklósnak adta. 1720-ban Koháry István szerzi meg a várat és az uradalmat. 1806 aug. 14-én József nádor látogatta meg. 1826-ban szász Coburg Góthai Ferdinánd herczeg nyert adományt a murányi uradalomra. Murány várához hajdan csak egy keskeny út vezetett, melyen az élelmi szereket erős vaslánczon vontatták fel a várba. A vár kútja oly mély volt, hogy 5/4 óráig tartott, míg abból a vízzel telt tömlőt ki tudták emelni. A várban még a mult században a következő feliratú márványtábla volt olvasható: „Ad Dei ejusque immaculatae Matris honorem, ad Excelsam Patriae hujus defensam, quo Comes Franciscus Wesseliny de Hadad fortalitium hocce a fide Regia deficiens in Obedientiam redegit. Anno 1651 die 29 Julii.” A vár sírboltjában találták meg a XVIII. században Wesselényi Ferencz rézkoporsóját 1667-ből, egy czinkoporsót, Hunfalvi szerint Széchi Mária tetemével, egy rézkoporsót, melyben 1643 óta bizonyos Troppen György pihent és egy rézkoporsót Széchi György Ferencz holttestével. A mostani Murány község, Murányalja néven szintén már a XV. században szerepel, a mikor már vámszedő hely volt. A XVIII. század közepén papirmalom is volt a községben, lakosai pedig sok fazsindelyt és deszkát készítettek. 1847-ben országos vásártartási jogot nyert. Itt van most a Coburg herczegi uradalom erdőgondnoksága és gőzfürésze, továbbá Mayer József kőedénygyára és Rikler Károly és Társa deszkagyalú-gyára. Itt emelkedik a herczegi család emeletes kastélya, melyet a múlt században Koháry Ferencz gróf építtetett. A róm. kath. templom 1879-93 között épült. A községhez tartoznak Paszek, Várrét, Sztudna, Sztoski és Fabova telepek is. Ezen a vidéken feküdt hajdan Sarló községe, melyet egy 1453-ból való oklevél említ. A községben van posta, távíró és vasúti állomás.”
A trianoni diktátumig Gömör és Kis-Hont vármegye Nagyrőcei járásához tartozott.

## Népessége
| Év:            | 1994. | 2004.   | 2014.   | 2024.   |
| -------------- | ----- | ------- | ------- | ------- |
| Emberek száma: | 1284  | 1258    | 1237    | 1167    |
| Eltérés:       |       | -2,02 % | -1,66 % | -5,65 % |

| Év:            | 2023. | 2024.   |
| -------------- | ----- | ------- |
| Emberek száma: | 1175  | 1167    |
| Eltérés:       |       | -0,68 % |

1880-ban 1235 lakosából 1038 szlovák és 123 magyar anyanyelvű.
1890-ben 1170 lakosából 1048 szlovák és 77 magyar anyanyelvű volt.
1900-ban 1187-en lakták, ebből 1000 szlovák és 164 magyar anyanyelvű.
1910-ben 1117 lakosából 846 szlovák és 235 magyar anyanyelvű.
1921-ben 1321-en lakták: 1201 csehszlovák és 43 magyar.
1930-ban 1291 lakosából 1156 csehszlovák és 28 magyar.
1991-ben 1314 lakosából 1240 szlovák és 13 magyar volt.
2001-ben 1250 lakosából 1230 szlovák és 3 magyar volt.
2011-ben 1250 lakosából 1201 szlovák és 4 magyar.

## Neves személyek
- Itt született 1817-ben Danielik János bölcsészdoktor, prištinai püspök és egri kanonok, sajószentpéteri címzetes prépost, a pápa titkos kamarása, a Magyar Tudományos Akadémia levelező tagja.
- Itt született 1821-ben Danielik József lexikográfus, lapszerkesztő, minisztériumi osztálytanácsos, postaigazgató, újságíró, egyházi író.
- Itt született 1890-ben Martin Porkay (Pikler Márton) műértő.
- Itt született 1808-ban Ghenadie Popescu görögkeleti vallású szerzetes.
- Ide vonult vissza I. Ferdinánd bolgár cár
- 1548-ban a várat elfoglalta Niklas Salm hadvezér. Erről Tinódi is megemlékezett művében.
- 1644-ben a várat elfoglalta Wesselényi Ferenc hadvezér.
- Itt tartották fogva Balassa Imre nagybirtokost.
- Murány várában élt Illésházy Gábor (?-1667) Trencsén és Liptó vármegyék örökös főispánja.
- A várban szolgált Cyprian Fried (16. század) német evangélikus lelkész.
- A várban szolgálhatott Deselvics István (17. század) evangélikus lelkész.
- A várban szolgált Tolvay Ferenc (1650. – 1710 körül) matematikus, versszerző, iskolai rektor, főstrázsamester.

## Nevezetességei

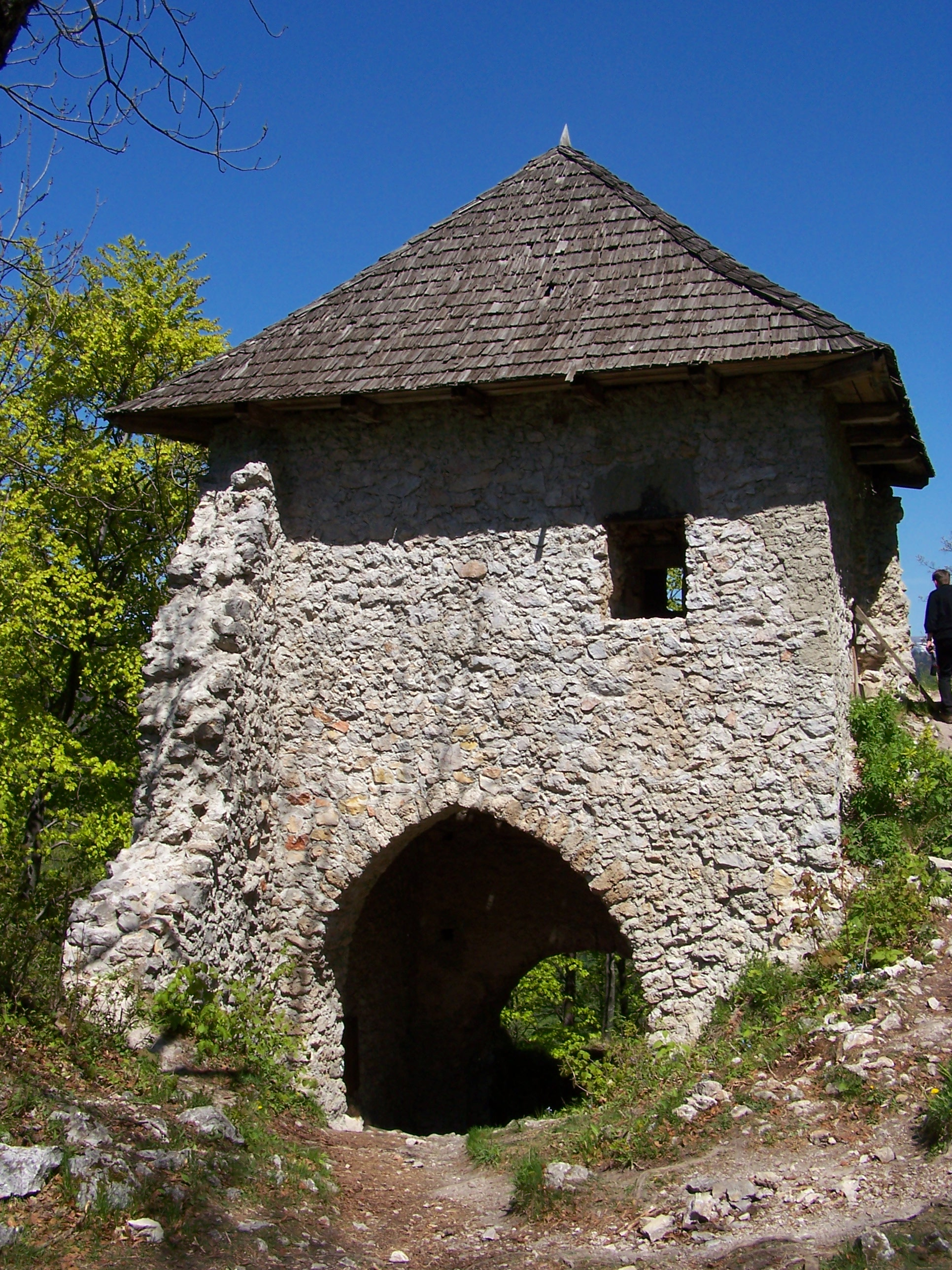
A vár kaputornya
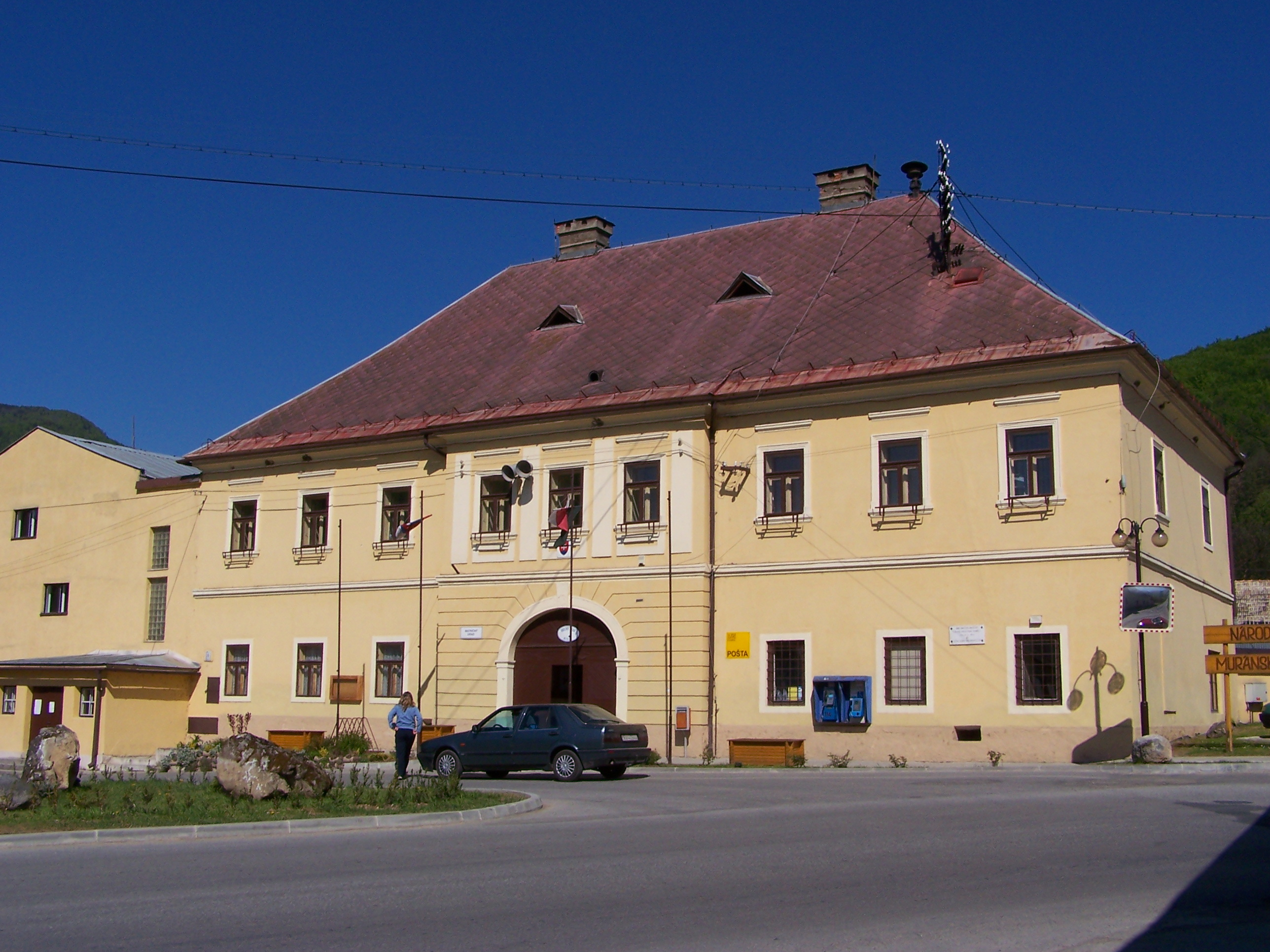
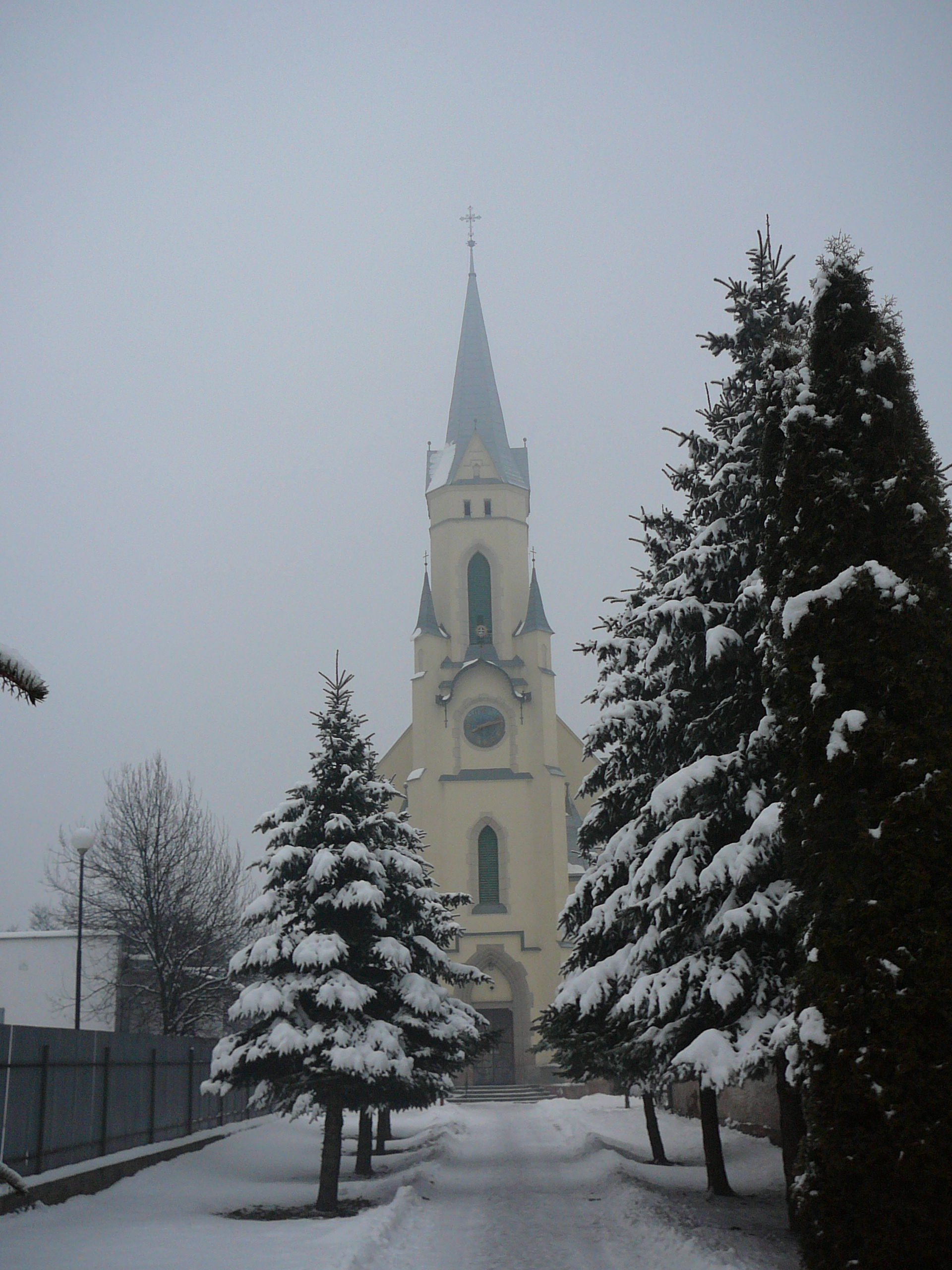

- A falutól északkeletre, a Cigánka 938 m magas csúcsán állnak egykori várának romjai.
- A Koháry-Coburg-kastély 1793-ban épült empire stílusban.
- Szent György tiszteletére szentelt, római katolikus temploma 1894-ben épült neogótikus stílusban.
- A Hétfájdalmú Szűzanya tiszteletére szentelt kápolnája 1890-ben készült.
- Késő barokk plébániája 1801-ben létesült.